# Dichotomius quinquelobatus
Dichotomius quinquelobatus là một loài bọ cánh cứng trong họ Bọ hung (Scarabaeidae).